# أم سلمة المخزومية
أُمُّ سَلَمة بنت يعقُوب بن سَلَمة بن عبدِ الله بن المُغِيرة بن سلمة بن عبد الله بن المغيرة المخزوميَّة القُرشيَّة. من شريفات قريش. كانت زوجة للخليفة العباسي الأول أبو العباس السفاح.

## سيرة شخصية
تزوجت قبله عبد العزيز بن الوليد بن عبد الملك فمات عنها، ثم تزوجت ابن عمه مسلمة بن هشام بن عبد الملك فمات عنها أيضاً.
مر بها أبو العباس السفاح، وكان وسيماً، فأرسلت إليه مولاها عارضة عليه الزواج فقبل، وخطبها من أخيها، وتزوجها قبل أن يلي الخلافة. وكانت أثيرة لديه، ويشارورها باستمرار حتى توليه الخلافة، ولم يتزوج غيرها، ولم يتجه للجواري. ولدت له ابنه محمداً، وابنته ريطة. ثم مات عنها، وهو ثالث زوج يموت عنها.
تزوجت من بعده عمّه إسماعيل بن علي بن عبد الله العباسي.